# Mridangam
Mridangam med alternativa språkformer och stavningar mridanga, mrudangam, mrdangam och mrithangam är ett slagverk från södra Indien.